# Баттистелла, Самуэле
Самуэле Баттистелла  (итал. Samuele Battistella); (род. 14 ноября 1998, Кастельфранко-Венето, Венеция) — итальянский профессиональный шоссейный велогонщик, выступающий с 2020 года за команду мирового тура «NTT Pro Cycling».